# Бакланов, Николай Борисович

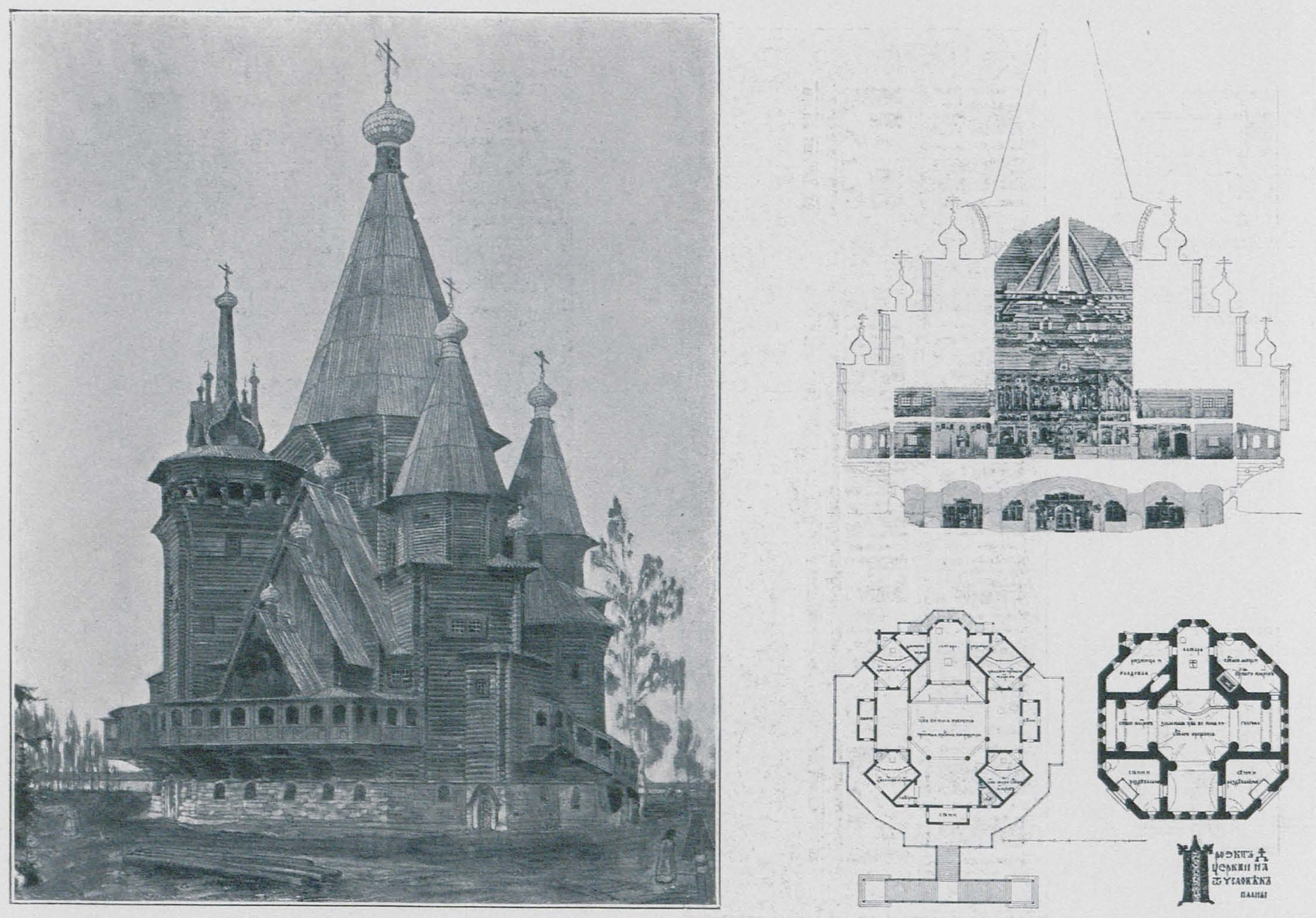
Проект церкви. 1909

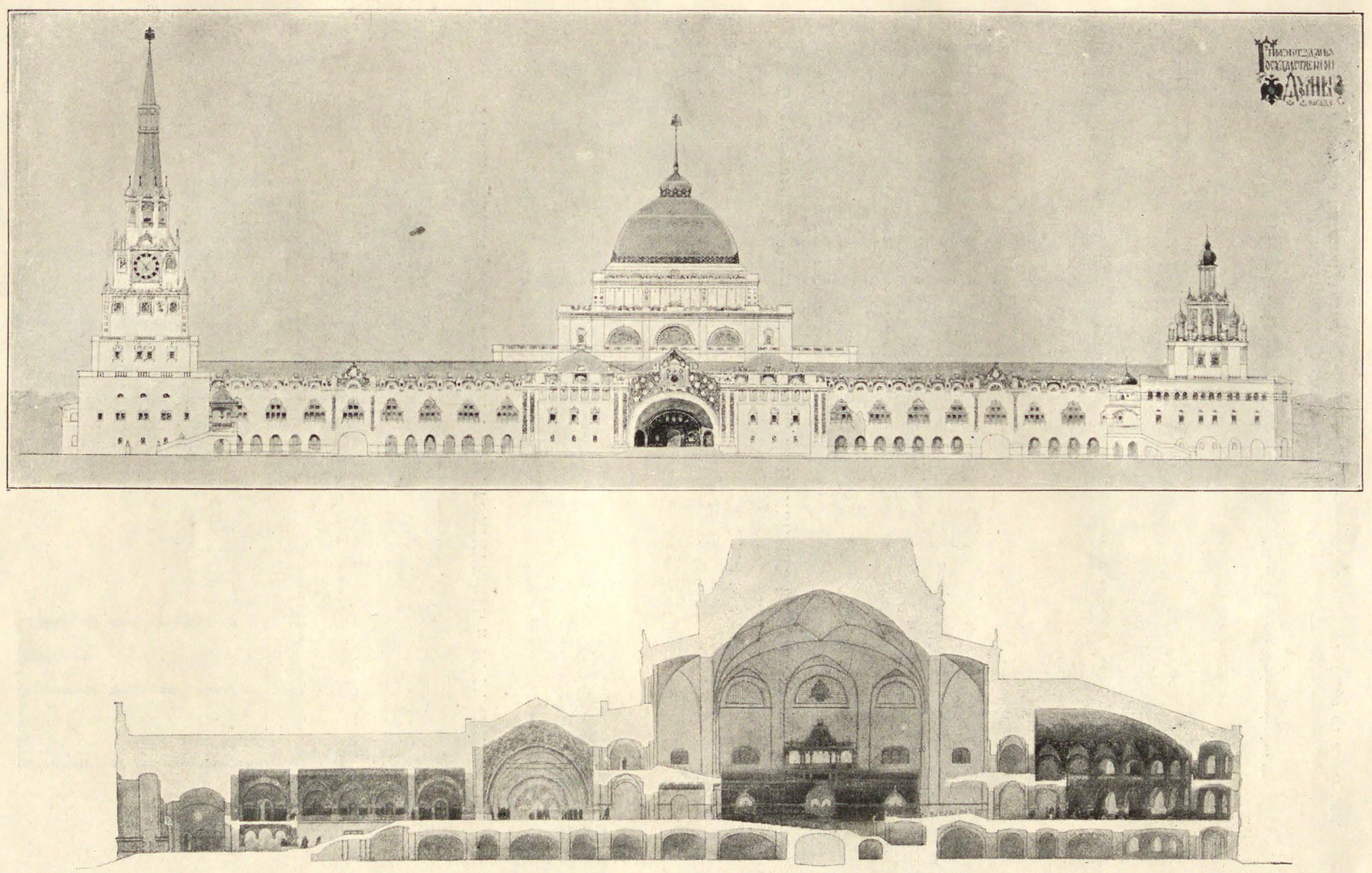
Здания Государственной думы. 1910

Николай Борисович Бакланов (15 [27] мая 1881, Кутаис, Кавказское наместничество — 8 мая 1959, Ленинград) — русский и советский архитектор, историк архитектуры и художник-график. Доктор архитектуры (1939), профессор.

## Биография
Николай Борисович Бакланов родился 15 (27) мая 1881 года в Кутаиси. Его отец, титулярный советник Б. А. Бакланов, был гражданским инженером и служил в Министерстве путей сообщения. Жена Б. А. Бакланова, Н. А. Васильева, была из семьи вице-адмирала Н. А. Васильева.
В середине 1880-х годов Б. А. Бакланов скончался, и его вдова вместе с сыном переехала в Санкт-Петербург. После окончания Санкт-Петербургской Первой классической гимназии поступил в Высшее училище при Академии художеств. С 1904 года занимался в мастерской А. Н. Померанцева по отделению архитектуры. В 1905 году из-за участия в революционной деятельности вынужден был уехать за границу. Занимался изучением средневековых памятников архитектуры Франции и Италии. В 1906 году вернулся в Россию. В 1907 году принимал участие в экспедиции на Синай под руководством
византиниста В. Н. Бенешевича. По дороге Б. А. Бакланов осмотрел множество памятников архитектуры Греции, Египта и Малой Азии. Окончил Академию художеств в 1910 году со званием художника-архитектора. В 1910 и 1912 годах ездил в Европу, где знакомился с архитектурой и музеями Бельгии, Голландии, Германии, Польши, Австрии, Италии, Дании и Швеции.
Ещё будучи студентом начал трудовую деятельность в качестве архитектора-практика. В 1906—1914 годах, будучи помощником архитектора В. А. Покровского, принимал участие в проектировании и строительстве военно-исторического музея в Санкт-Петербурге, выставочных павильонов, здания государственного банка в Нижнем Новгороде и других сооружений. Позднее помогал А. В. Щусеву во время реставрация Васильевской церкви в Овруче, при проектировании и строительстве странноприимного дома в Италии, выставочного павильона в Венеции, здания Казанского вокзала в Москве. Самостоятельно спроектировал и построил реальное училище и частный дом в городе Слободском Вятской губернии, дачи и пансион в Финляндии.
После окончания Академии художеств основным интересом Б. А. Бакланов стала русская архитектура. Он неоднократно ездил по России с целью изучения памятников древнего зодчества. Принимал участие в реставрации памятников старины. В 1917 году принимал участие во второй Трапезундской экспедиции, в ходе которой занимался изучением и составлением планов и чертежей трапезундских церквей.
С 1911 года жил в Москве, где преподавал в Строгановском художественно-промышленном училище. Читал лекции по истории русского искусства. С 1916 года преподавал в Московском политехническом институте (позднее — Институт гражданских инженеров, профессор с 1918 года). В 1920-х годах преподавал во ВХУТЕМАСе и МГУ. Читал историю архитектуры и вёл практический курс изучения архитектурных памятников.
С 1917 по 1920 год занимал должность хранителя архитектурного отдела Государственного политехнического музея. С 1919 по 1922 год работал отделе по делам музеев и охраны памятников искусства и старины Наркомпроса РФ. Там он организовал и возглавил подотдел регистрации и изучения памятников архитектуры. В качестве руководителя подотдела неоднократно совершал поездки по России для осмотра и учёта памятников старины и инспектирования их реставраций. С 1921 по 1926 год — сотрудник и хранитель отдела архитектуры, истории жилища и обстановки Государственного исторического музея. В 1923—1926 одах также был начальником отдела бытовой иконографии.
В 1924 году Б. А. Бакланов оставил преподавание, посвятив себя научной деятельности в Академии истории материальной культуры (РАИМК, затем ГАИМК). Занимал должность учёного секретаря московской секции ГАИМК до 1928 года. В 1923—1925 принимал участие в Дагестанской этнолого-лингвистической художественно-археологической экспедиции под руководством Н. Ф. Яковлева. Занимался исследованиями и обмерами памятников архитектуры. В 1926 году принимал участие в экспедиции на раскопках Ольвии под руководством Б. В. Фармаковского. В 1925 и 1926 годах Н. Б. Бакланов руководил экспедицией на северный и средний Урал, посвящённой изучению и сбору памятников быта крестьян и рабочих.
В 1927 году Б. А. Бакланов переехал в Ленинград. По приглашению ректора Академии художеств Э. Э. Эссена получил должность доцента «по графическому изучению памятников». Читал лекции по истории архитектуры и по охране и реставрации памятников зодчества. Параллельно продолжал работу в ГАИМК.
В 1928 году Б. А. Бакланов принимал участие в Северо-Кавказской экспедиции под руководством А. А. Миллера, где проводил обследования средневековых построек. В 1928—1929 годах во время экспедиции в Крым под руководством Ю. В. Готье занимался изучением генуэзской крепости в Судаке и крепости Чембало в Балаклаве. В 1927—1928 годах вновь участвовал в раскопках Ольвии. Летом 1929 года занимался исследовании архитектурных памятников Хорезма в городе Куня-Ургенч. В 1931 году под руководством А. А. Миллера участвовал в раскопках Таманского городища.
В 1930-х годах параллельно работал в Институте исторической технологии и Институте истории феодального общества ГАИМК. В 1933—1935 годах работал над темой истории металлургических заводов на Урале в XVIII— начале XIX века. В Академии художеств Б. А. Бакланов в 1932 году стал профессором по кафедре истории архитектуры. Он одновременно возглавлял эту кафедру и научно-исследовательский кабинет по истории архитектуры. В 1937 году, в связи с большой загрузкой а Академии художеств, перешёл на работу на полставки для совмещения работы в ГАИМК.
Когда в 1937 году ГАИМК была реорганизована в Институт истории материальной культуры (ИИМК АН СССР), Б. А. Бакланов продолжил работать там, заняв должность заведующего сектором археологической технологии и заместителя председателя комитета полевых исследований и охраны памятников. 28 июня 1938 Н. Б. Бакланова был утверждён в степени кандидата исторических наук без защиты диссертации. В июле 1938 года в связи с большой загруженностью и из-за пошатнувшегося здоровья уволился из ИИМК. В дальнейшем посвятил себя преподавательской деятельности. Работал в Академии художеств до конца жизни.
В 1939 году получил степень доктора архитектуры. В 1940 году вступил в Союз архитекторов СССР. В 1953 году вступил в Союз художников СССР.
Автор серии архитектурных пейзажей: «Западная Европа» (акварель, карандаш, тушь, 1904—1905), «Синай» (акварель, 1907), «Трапезунд» (акварель, 1917), «Дагестан» (акварель, карандаш, 1923—1925), «Осетия» (акварель, карандаш, 1927), «Средняя Азия» (в основном Самарканд и Бухара, акварель, тушь, 1936—1940; 1951—1953), «Крым. Бахчисарай» (акварель, 1949). Его работы экспонировались в Ленинграде на выставках в 1953 и 1956 годах.
Умер 8 мая 1959 года в Ленинграде.

## Сочинения
- Эволюция архитектурных форм в русском провинциальном церковном зодчестве XVIII в. // ИРАИМК. 1922. Т. II. С. 241—265.
- Художественная культура Дагестана («Новый Восток». М., 1924, № 5, с. 255—265).
- Златокузнецы Дагестана. О кустарях-металлистах селения Кубачи. М., 1926, 67 с.
- Тульские и Каширские заводы в XVII в. М.; Л., 1934.
- Архитектурные памятники Дагестана. Вып. 1. Л., 1935, 41 с.
- Техника металлургического производства XVIII века на Урале. М.; Л., 1935.
- История архитектуры средневековья. Л., 1940.
- Герих. Геометрический орнамент Средней Азии и методы его построения («Советская археология», 1947, № 9, с. 101—119).
- Декоративные окраски и росписи. Л.; М., 1952. (в соавт.).